# Тоган (Туркестанская область)
Тоган (каз. Тоған, до 2000 г. — Прудхоз) — село в Сайрамском районе Туркестанской области Казахстана. Входит в состав Кайнарбулакского сельского округа. Код КАТО — 515249800.

## Население
В 1999 году население села составляло 130 человек (73 мужчины и 57 женщин). По данным переписи 2009 года, в селе проживало 180 человек (89 мужчин и 91 женщина).